# Ammassaliks kommun
Ammassaliks kommun var en kommun på Grönland fram till 1 januari 2009. Från detta datum ingår Ammassalik i den nya storkommunen Sermersooq. Ammassalik låg i amtet Tunu.
Kommunen hade 2007 3 069 invånare varav cirka 1 849 i huvudorten Tasiilaq. Den hade en yta om 232 100 km², varav merparten inlandsis.

## Mindre orter
- Kuummiut
- Kulusuk
- Tineteqilaaq
- Sermiligaaq
- Isertoq